# دهستان تختان
دهستان تختان، یکی از دهستان‌های بخش سراب میمه شهرستان دهلران در استان ایلام ایران است. مرکز این دهستان، روستای تختان است.

## جمعیت
بر پایه سرشماری عمومی نفوس و مسکن در سال ۱۳۹۵، جمعیت دهستان تختان برابر با ۲۲۷ نفر بوده‌است.